# Алтан Гадас
Алтан Гадас (монг. Алтан Гадас, ᠠᠯᠲᠠᠨ ᠭᠠᠳᠠᠰᠤ; род. 27 января 1984, Хурэ-Ци) — китайский легкоатлет, монгол по национальности, специалист по спортивной ходьбе. Выступал за сборную КНР по лёгкой атлетике в 2000-х годах, серебряный и бронзовый призёр Кубка мира в командном зачёте, победитель первенств республиканского значения, участник летних Олимпийских игр в Афинах.

## Биография
Алатан Гадасу родился 27 января 1984 года в хошуне Хурэ-Ци городского округа Тунляо автономного района Внутренняя Монголия.
Занимался лёгкой атлетикой под руководством тренера Ян Вэнькэ, начиная с 2000 года регулярно представлял Внутреннюю Монголию на различных китайских национальных первенствах.
Впервые заявил о себе на международном уровне в сезоне 2004 года, когда вошёл в состав китайской сборной и выступил на Кубке мира по спортивной ходьбе в Наумбурге, где финишировал пятым в личном зачёте 50 км и тем самым помог своим соотечественникам стать серебряными призёрами командного зачёта. Благодаря череде удачных выступлений удостоился права защищать честь страны на летних Олимпийских играх в Афинах — в программе 50 км показал результат 3:51:55, расположившись в итоговом протоколе соревнований на десятой строке.
В октябре 2005 года на Спартакиаде народов КНР в Нанкине выиграл бронзовую медаль в ходьбе на 50 км, установив при этом свой личный рекорд — 3:40:23.
В 2006 году на Кубке мира в Ла-Корунье занял 37-е место в личном зачёте 50 км и стал бронзовым призёром командного зачёта.
Завершил спортивную карьеру по окончании сезона 2009 года.